# Paolo dal Pozzo Toscanelli

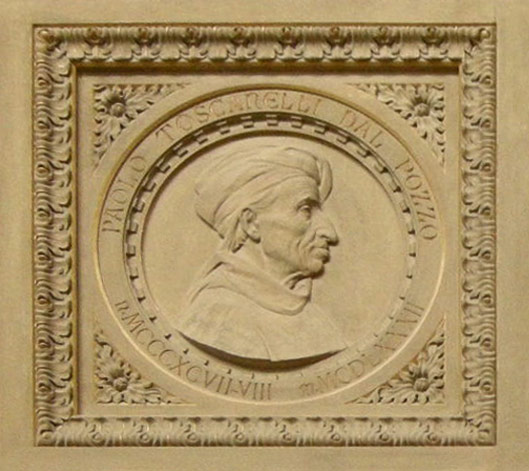
Paolo dal Pozzo Toscanelli.

Paolo dal Pozzo Toscanelli (Florença, 1397 — Florença, 10 de Maio de 1482) foi um matemático, astrónomo e geógrafo italiano. Teria influenciado Cristóvão Colombo na formação do seu projecto de atingir o Extremo Oriente viajando para ocidente a partir da costa atlântica europeia.

## Biografia
Toscanelli nasceu em Florença, filho do médico Dominico Toscanelli. Destinado a seguir a carreira paterna, estudou matemática na Universidade de Pádua, onde em 1424 obteve o título de doutor em medicina.
Frequentador da corte dos Médicis, foi cientista reputado na sua época, em particular pela observação de cometas e pelo cálculo das suas órbitas. Entre os cometas que estudou conta-se o cometa de Halley durante a sua passagem de 1456.
Em 1474 escreveu uma carta, acompanhada de um mapa, ao seu correspondente português Fernão Martins, cónego da Sé de Lisboa, fazendo, através deste chegar a sua proposta ao Rei D. Afonso V. O seu projecto era, basicamente, o de navegar para ocidente e assim descobrir a Ásia pelo Oeste. O original desta carta nunca foi encontrado, mas sabe-se da sua existência pelo próprio Toscanelli, que depois a transcreveu e enviou a Cristóvão Colombo, a acompanhar a sua sugestão de viajar para Oeste para atingir a Ásia.
O objectivo de Toscanelli de atingir as Ilhas das Especiarias navegando para oeste assentava num erro por defeito do cálculo do tamanho da Terra e da extensão da Ásia, razão que levou Colombo a considerar que atingira a região oriental da Ásia em vez de colocar a hipótese de ter encontrado um novo continente.